# Статут (Средние века)
Стату́т ( от лат. statutum — постановление) в средневековом праве — правовой акт, устанавливающий либо фиксирующий правовое положение отдельных городов, сословий или корпораций (объединений)
Статуты могли регулировать правовой статус таких сословных групп (категорий населения), как феодалы, купцы, горожане (городское население).
Статуты устанавливали правовое положение таких объединений, как цеха, купеческие гильдии, университеты и т. п.

## Средневековые статуты
- Рабочие статуты
- Статут Конрада Оттона
- Вислицкий статут 1347 (Вислицко-Петроковские статуты 1346-47)
- Нешавский статут
- Пётрковский статут 1496
- Полицкий статут
- Рагузинские статуты
- Курляндские статуты
- Литовские статуты
- Венецианские статуты
- Нешавские статуты 1454
- Соборное уложение 1649 года